# Riserva naturale Valli del Mincio

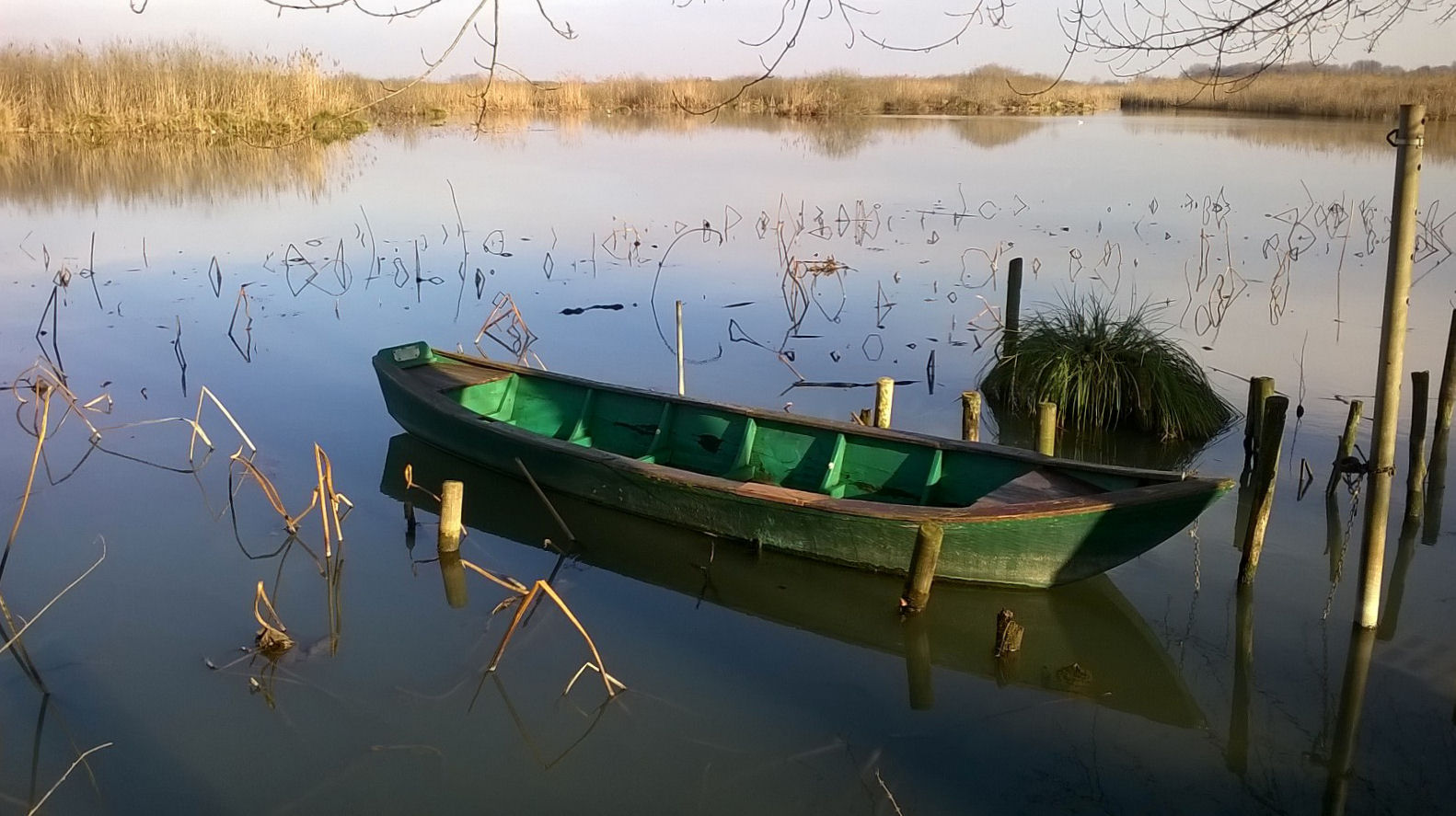
Il Mincio nei pressi di Grazie (Curtatone)

La riserva naturale Valli del Mincio è un'area naturale protetta della Regione Lombardia istituita nel 1984 e affidata alla gestione del Parco regionale del Mincio. Il territorio della Riserva si estende tra i comuni di Rodigo, Porto Mantovano, Curtatone, Mantova.
Le Valli del Mincio sono costituite da un'estesa zona paludosa, all'interno del bacino del fiume Mincio, situata in un'ampia zona dalla morfologia pianeggiante.
La riserva ha ottenuto diversi riconoscimenti:
- Zona di importanza internazionale, specialmente per gli uccelli acquatici così come definita dalla Convenzione internazionale di Ramsar del 1971
- Zona di protezione speciale (ZPS): ai sensi della direttiva 79/409/CEE concernente la conservazione degli uccelli selvatici
- Sito di importanza comunitaria (SIC) appartenente alla "Rete Natura 2000": ai sensi della direttiva 92/43/CEE del 1995
- Destinazione europea di eccellenza per la sezione "Turismo e aree protette" del "Progetto Eden" anno 2009